# Sagu

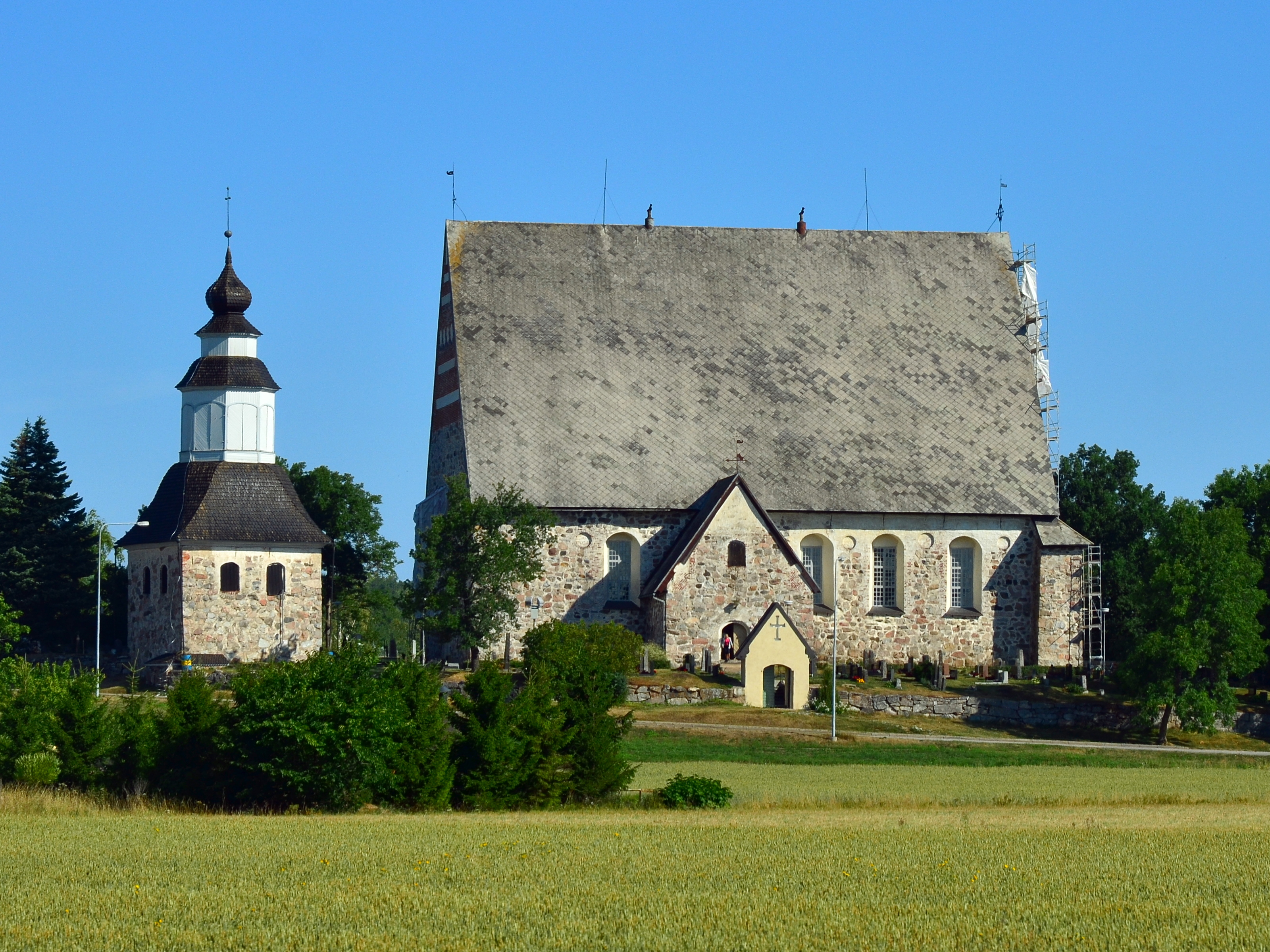
Sagu kyrka.

Sagu (finska: Sauvo) är en kommun i landskapet Egentliga Finland, belägen sydost om Åbo. Sagu har 2 959 invånare och har en yta på 299,49 km². Kommunen har många sommarstugor vid vattnet och befolkningen ökar väsentligt på sommaren.
Sagu är enspråkigt finskt.

## Historia
Sagu församling har sitt ursprung i fornsocknen Pemar som under missionstiden på 1100-talet omvandlades till en stamsocken.  Denna uppdelades på 1200-talet, möjligen under dess andra kvartal, i kyrksocknarna Pemar, Pikis och Sagu. Socknen omnämns första gången år 1335. De tidigare träkyrkorna ersattes på medeltiden av en stenkyrka helgad åt Sankt Clemens. Den är bevarad i ursprungligt skick. Kyrkorummet består av tre höga skepp och sidoskepp med kryssvalv. Det finns medeltida kalkmålningar både i långhuset och vapenhuset och flera medeltida inventarier är bevarade. Klockstapeln har en nedre medeltida del och en barockkupol från 1770. Socknen har haft många frälsegårdar  såsom Saustila, Paddais och Rungo. I socknen finns ett hembygdsmuseum i Vahtis gård.
Karuna slogs 1969 samman med Sagu.

## Byar
Byar i Sagu kommun är:

- Alsbäle (fi. Alsila)
- Amböle (fi. Ampola)
- Birkkärr (fi. Louhela)
- Britsböle (fi. Arpalahti)
- Brodböle
- Dal[4]
- Brännkärr (fi. Palosuo)[5]
- Danskulla (fi. Tanskala)
- Dikarböle (fi. Tiikarla)
- Eistböle (fi. Eistilä)
- Finnkulla (fi. Suomenmäki)
- Flossböle (fi. Jokipyöli)
- Fougdila (fi. Voutila)
- Fröjdböle (fi. Metsämäki)
- Gripsböle (fi. Kriipilä)
- Gussdal (fi. Kustaali)
- Haddböle (fi. Huovila)
- Halslax (fi. Halslahti)
- Hemböle (fi. Kotikylä)
- Holvstaböle (fi. Hovila)
- Hännikböle (fi. Hallavaara)
- Iggnäs (fi. Inkiniemi)
- Karuna gård (egendom, fi. Karunankartano)
- Kasklax (fi. Kasklahti)
- Kitsböle (fi. Kihtilä)
- Knappböle (fi. Kavila)
- Knutsnäs (fi. Knuutniemi)
- Koppholm (fi. Kupiluoto)
- Koskis (fi. Koski)[6],
- Kuhggböle (fi. Kesäniemi)[7],
- Korsnäs (fi. Korsniemi)[6]
- Kosundböle (fi. Lehmisalmi)
- Koutböle (fi. Kouttu)
- Kvilleby (fi. Killelä)
- Kältarböle (uttalas tj-, fi. Kelturi)
- Kärkis (fi. Kärkkinen)
- Kärknäs (uttalas tjärk-, fi. Kärkniemi)
- Lattmark (fi. Laitamäki)
- Lemmis (fi. Lemminen)
- Liden (fi. Liiri)
- Lillby (fi. Vähäkylä)[8]
- Halslax (fi. Halsniemi)
- Lurböle (fi. Luurila)
- Mannböle
- Martböle
- Mattböle
- Narslax (fi. Naarslahti)
- Paddais
- Pukböle (fi. Pukpyöli)
- Rikarnäs
- Runa gård
- Ruskulla
- Ryttarböle
- Rölax
- Skörsböle (fi. Karimäki)
- Slättböle (fi. Tasankola)
- Smörvik (fi. Voilahti)
- Sodaböle (fi. Harju)
- Sorrböle (fi. Laanila)
- Stappåker (fi. Tapola)
- Steninge (fi. Teininki)
- Strömsböle (fi. Raumala)
- Sunnanberg (fi. Etelämäki)
- Svartsböle (fi. Varstala)
- Södmo
- Tallböle (fi. Mäntykylä)
- Timböle (uttalas timm-, fi. Timari)
- Träskby (fi. Järvenkylä)[9]
- Uotkulla (fi. Uotila)
- Viksböle (fi. Viikilä)
- Åkers

## Politik

### Mandatfördelning i Sagu kommun, valen 1976–2021
| 2 | 3 | 12 | 4 |

| 1 | 4 | 11 | 5 |

| 1 | 4 | 1 | 10 | 5 |

| 1 | 4 | 11 | 5 |

| 1 | 4 | 1 | 10 | 5 |

| 1 | 4 | 11 | 5 |

| 1 | 4 | 12 | 4 |

| 4 | 11 | 1 | 5 |

| 14 | 7 |

| 4 | 10 | 2 | 5 |

| 14 | 7 |

| 3 | 1 | 2 | 10 | 1 | 4 |

| 14 | 7 |

| 2 | 3 | 1 | 2 | 8 | 5 |

| 17 | 4 |

| 2 | 2 | 1 | 3 | 8 | 5 |

| 15 | 6 |

## Befolkningsutveckling
| Befolkningsutvecklingen i Sagu kommun 1975–2020                                                              | Befolkningsutvecklingen i Sagu kommun 1975–2020 | Befolkningsutvecklingen i Sagu kommun 1975–2020 | Befolkningsutvecklingen i Sagu kommun 1975–2020 | Befolkningsutvecklingen i Sagu kommun 1975–2020 |
| --- | ----------------------------------------------- | ----------------------------------------------- | ----------------------------------------------- | ----------------------------------------------- |
| |                                                 |                                                 |                                                 |                                                 |
| År |                                                 |                                                 | Folkmängd                                       |                                                 |
| 1975 | 1975                                            |                                                 | 2 717                                           |                                                 |
| 1980 | 1980                                            |                                                 | 2 545                                           |                                                 |
| 1985 | 1985                                            |                                                 | 2 602                                           |                                                 |
| 1990 | 1990                                            |                                                 | 2 808                                           |                                                 |
| 1995 | 1995                                            |                                                 | 2 846                                           |                                                 |
| 2000 | 2000                                            |                                                 | 2 851                                           |                                                 |
| 2005 | 2005                                            |                                                 | 2 931                                           |                                                 |
| 2010 | 2010                                            |                                                 | 3 045                                           |                                                 |
| 2015 | 2015                                            |                                                 | 3 019                                           |                                                 |
| 2020 | 2020                                            |                                                 | 2 950                                           |                                                 |
| Anm: Uppgifterna avser förhållandena den 31 december nämnda år enligt områdesindelningen den 1 januari 2022. |                                                 |                                                 |                                                 |                                                 |